# Нортгайм
Нортгайм (нім. Northeim) — місто в Німеччині, розташоване в землі Нижня Саксонія. Районний центр однойменного району.

Площа — 145,67 км2. Населення становить 28 981 ос. (станом на 31 грудня 2021).
Місто ділиться на 16 районів.
| Рік  | Населення |
| ---- | --------- |
| 1990 | 30 802    |
| 1995 | 32 476    |
| 2000 | 31 804    |
| 2005 | 30 973    |
| 2010 | 29 657    |